# Гепнер, Филипп Аронович
Филипп Аронович Гепнер (1917—2000) — ленинградский архитектор и педагог.

Памятник Г. Р. Державину.
Ск. М. Т. Литовченко (1994)

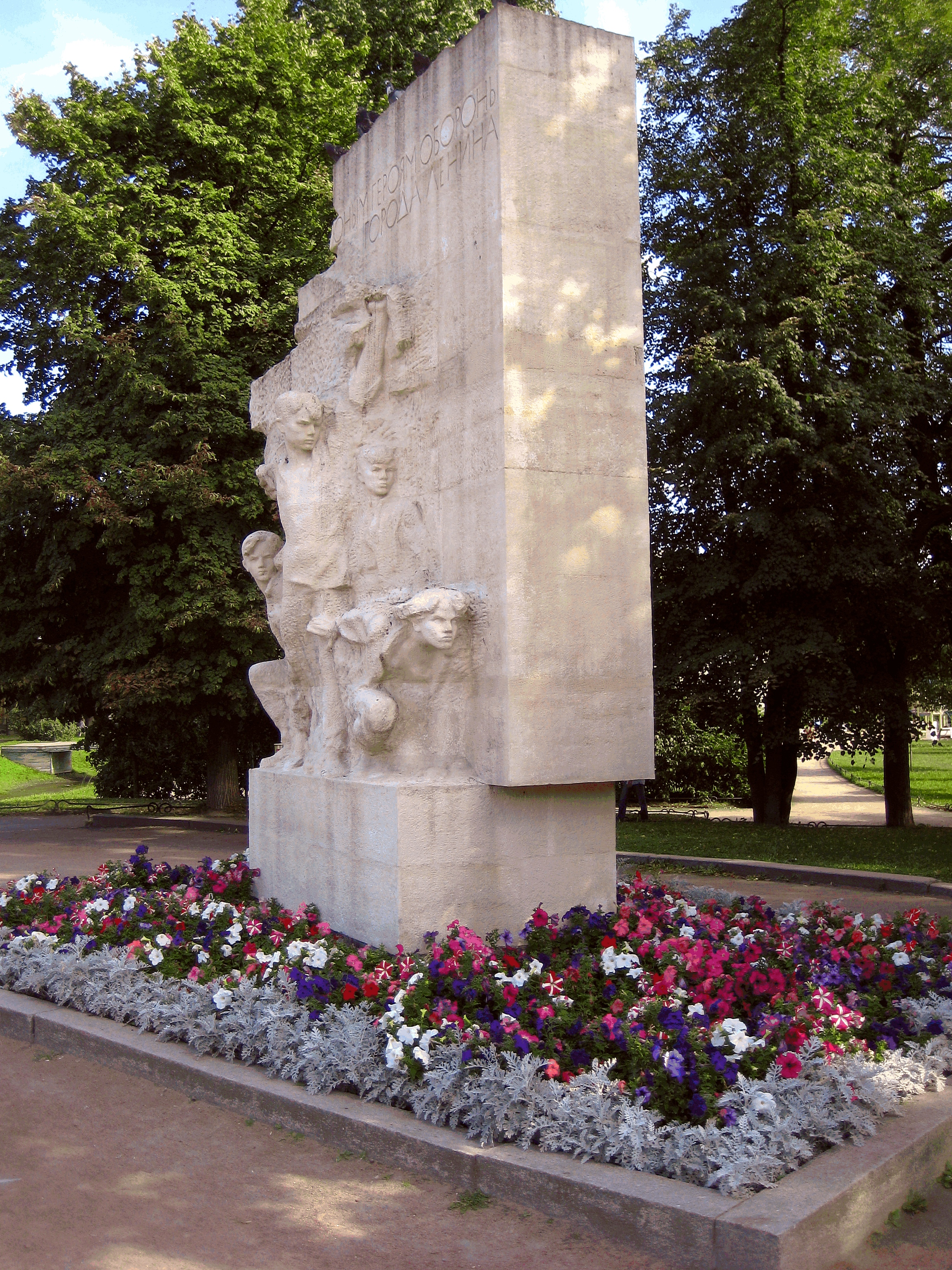
Памятник пионерам-героям в Таврическом саду (1962)

Памятник-бюст Б. П. Константинову (1975)

Памятник О. А. Варенцовой в Иваново (1980)

## Краткая биография
Филипп Аронович Гепнер родился в 1917 году в городе Троицк, Челябинской области.
Участник Великой Отечественной войны.
В июле 1941 года Военкоматом Московского района Ленинграда зачислен в ряды  Красной Армии. Рядовой пехоты.
Был ранен  при защите города Красногвардейск (ныне Гатчина). Демобилизован 22 декабря 1941 года.
В 1942 году, был эвакуирован из блокадного Ленинграда.
По возвращении в Ленинград в 1946 году, окончил архитектурный факультет Института живописи, скульптуры и архитектуры имени И. Е. Репина.
Скончался в 2000 году.

## Родственники
Дочь — Татьяна Верижникова искусствовед, профессор кафедры зарубежного искусства Института живописи, скульптуры и архитектуры имени И. Е. Репина.
Зять — скульптор монументалист, почетный гражданин Санкт-Петербурга Ян Янович Нейман (1946—2017). Член Союза художников России и Всемирного клуба Петербуржцев. Награждён дипломом и серебряной медалью Российской академии Художеств.

## Избранные проекты и постройки вЛенинграде
- Памятник В. И. Ленину. Скульптор В. Б. Пинчук. Каменноостровский пр. 21 (1955).
- Здания администрации Трамвайно-троллейбусного управления (1950-е).
- Планировка и застройка Красногвардейской площади (совместно с А. К. Барутчевым и А. Ш. Тевьяном, 1960-е).
- Дом культуры Металлического завода на Кондратьевском проспекте, 28-30.
- Памятник пионерам-героям в Таврическом саду. Скульпторы И. Н. Костюхин и В. С. Новиков (1962)
- Памятники на аллее героев в Московском Парке Победы. Н. Н. Исанину, В. А. Смирнову (1983, 1984).
- Памятник Г. К. Жукову в Московском Парке Победы. Скульптор Я. Я. Нейман (1995).
- Памятник Э. Тельману на Октябрьской набережной 50. Скульптор Я. Я. Нейман (1986).
- Памятник А. И. Воейкову в селе Воейково (в соавторстве с М. К. Аникушиным, 1957).
- Памятник Б. П. Константинову на Политехнической улице, 2 (1975).
- Памятник В. М. Бехтереву на улице его имени, у дома Ns 3 (1960).
- Здание мастерской М. К. Аникушина (1968).
- Жилой дом номер 51 на проспекте Энгельса.
- Жилое здание у кинотеатра «Гигант» на площади Калинина (совместно с А. К. Барутчевым).
- Жилой комплекс на Заневском проспекте, совместно с Г. В. Костюриным и М. Е. Русаковым, (1966—1968).
- Памятник героям войны в деревне Большое Заречье Волосовского района Ленинградской области. Совместно со скульптором М. Т. Литовченко, (1971).
- Памятник О. А. Варенцовой в городе Иваново. Совместно со скульптором М. К. Аникушиным, (1980).
- Памятник Г. Р. Державину. Совместно со скульптором М. Т. Литовченко, (1994).

## Награды и премии
В 1954 году, совместно с архитектором Л. Н. Линдротом, Ф. А. Гепнер получил третью премию на «Всероссийском конкурсе на лучшие  жилые и гражданские здания» за Общежитие — Жилой дом, в стиле Сталинского неоклассицизма. Большеохтинский пр. 7, ул. Молдагуловой 1.